# Aslan Vəzirov
Aslan  Fərhad oğlu Vəzirov (ur. 30 listopada?/13 grudnia 1910 w rejonie Bərdə, zm. 18 maja 1987 w Baku) – pułkownik Armii Czerwonej, Bohater Związku Radzieckiego (1945).

## Życiorys
Urodził się w azerskiej rodzinie chłopskiej. W latach 1928–1930 uczył się w Leningradzkiej Szkole Wojskowo-Inżynieryjnej, później służył w 5 pułku piechoty 2 Dywizji Piechoty w Baku, od 1931 należał do WKP(b), w 1933 został zastępcą dowódcy kompanii saperów w Owruczu w Kijowskim Specjalnym Okręgu Wojskowym. Później był starszym pomocnikiem szefa wojsk inżynieryjnych Charkowskiego Okręgu Wojskowego, na początku czerwca 1941 został starszym pomocnikiem szefa wojsk inżynieryjnych 18 Armii w stopniu majora. Po ataku Niemiec na ZSRR uczestniczył w walkach na Froncie Zachodnim, później na Froncie Południowym, gdzie został szefem sztabu wojsk inżynieryjnych Specjalnej Grupy Armijnej, a następnie szefem wydziału przygotowania bojowego wojsk inżynieryjnych 18 Armii.
W 1942 w stopniu podpułkownika był zastępcą dowódcy, później dowódcą 38 Samodzielnego Pułku Inżynieryjnego, kierował ubezpieczaniem przeprawy oddziałów Armii Czerwonej przez Kubań, następnie był zastępcą dowódcy 64 Samodzielnej Brygady Sapersko-Inżynieryjnej i dowódcą 5 Górskiej Brygady Minowo-Inżynieryjnej Frontu Północno-Kaukaskiego, w czerwcu 1943 otrzymał stopień pułkownika i objął dowództwo 51 Brygady Inżynieryjno-Saperskiej Frontu Południowo-Zachodniego/3 Frontu Ukraińskiego. Forsował Północny Doniec i Dniepr w rejonie Dniepropietrowska i Dnieprodzierżyńska. W maju 1944 został dowódcą 1 Szturmowej Brygady Sapersko-Inżynieryjnej Gwardii, którą dowodził do końca wojny, brał udział w operacji białoruskiej, wschodniopruskiej, wiślańsko-odrzańskiej i berlińskiej, a także, we wrześniu 1944, w forsowaniu Narwi (w składzie 2 Armii Uderzeniowej 2 Frontu Białoruskiego). Uczestniczył m.in. w szturmie Grudziądza i Gdańska oraz w walkach na południe od Szczecina, a 1 maja 1945 na czele brygady zajął Rostock i Wismar. W 1947 zakończył służbę wojskową, wrócił do Baku, a w latach 1980-1985 był deputowanym do Rady Najwyższej Azerbejdżańskiej SRR 10 kadencji. Był honorowym obywatelem Mohylewa.

## Odznaczenia
- Złota Gwiazda Bohatera Związku Radzieckiego (29 czerwca 1945)
- Order Lenina (29 czerwca 1945)
- Order Czerwonego Sztandaru (czterokrotnie - 5 listopada 1941, 25 sierpnia 1944, 3 listopada 1944 i 13 marca 1945)
- Order Kutuzowa II klasy (12 czerwca 1944)
- Order Bohdana Chmielnickiego II klasy (22 lutego 1944)
- Order Wojny Ojczyźnianej I klasy (11 marca 1985)

I medale.